# Station Queen's Park (Londen)
Queen's Park is een station van London Overground aan de Watford DC Line en de metro van Londen aan de Bakerloo line. Het station is geopend in 1879 nabij het gelijknamige park. In 1915 begon de dienstregeling op dit deel van de Bakerloo line.

## Geschiedenis
Het station werd geopend door de London and North Western Railway (LNWR) op 2 juni 1879 aan de hoofdlijn tussen Londen en Birmingham, onderdeel van de West Coast Main Line (WCML). In het begin van de twintigste eeuw kwam de London and North Western Railway (LNWR) met een plan voor een elektrische voorstadslijn (“New Line”) tussen Euston en Watford. Deze voorstadslijn werd gebouwd tussen 1910 en 1912 en kreeg, als verwijzing naar de gebruikte gelijkstroom -DC in het Engels-, de naam Watford DC Line.  De voorstadstreinen begonnen hun diensten op 15 juni 1912 en sinds 11 februari 1915 wordt het station ook aangedaan door de Bakerloo line. Op 10 mei 1915 werden de metrodiensten naar het westen verlengd over de Watford DC Line. London Midland stopte tot december 2013 drie keer per dag bij Queen's Park hoewel deze diensten niet in de gepubliceerde dienstregeling stonden. 

## Ligging en inrichting
Het ligt aan de westkant van het viaduct waarmee Salusbury Road de sporen kruist, het naamgevende park ligt op korte afstand ten noordwesten van het station. Alle sporen liggen op maaiveldniveau onder het stationsgebouw langs het viaduct. De sporen zijn genummerd van noord naar zuid met zijperrons langs de WCML, de sporen 5 en 6. Deze sporen worden sinds 2013 alleen nog gebruikt bij werkzaamheden of versperringen. De twee eilandperrons tussen de andere sporen worden gemeenschappelijk gebruikt door metro en overground en zijn overkapt met een glazen dak. Alle perrons zijn toegankelijk via trappen en hoewel er door de buurt druk wordt uitgeoefend om het station rolstoeltoegankelijk te maken bestaan er geen plannen voor het installeren van liften of roltrappen. De trappen liggen allemaal achter de OV-poortjes.  De sporen 1 en 4 worden gebruikt door de overground, de nummers 2 en 3 door de Bakerloo line. De tunnelmond van de Bakerloo line ligt ongeveer 300 meter ten oosten van het station. Ten westen van het station ligt een rijtuigloods met vier sporen.  
Aan het westeinde van de perrons staat een personeelsverblijf waar het personeel zich kan aan/af melden voor hun dienst.

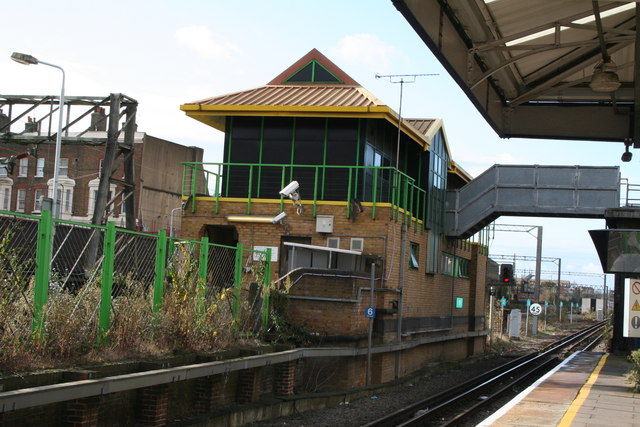
Het personeelsverblijf aan westkant van de perrons.
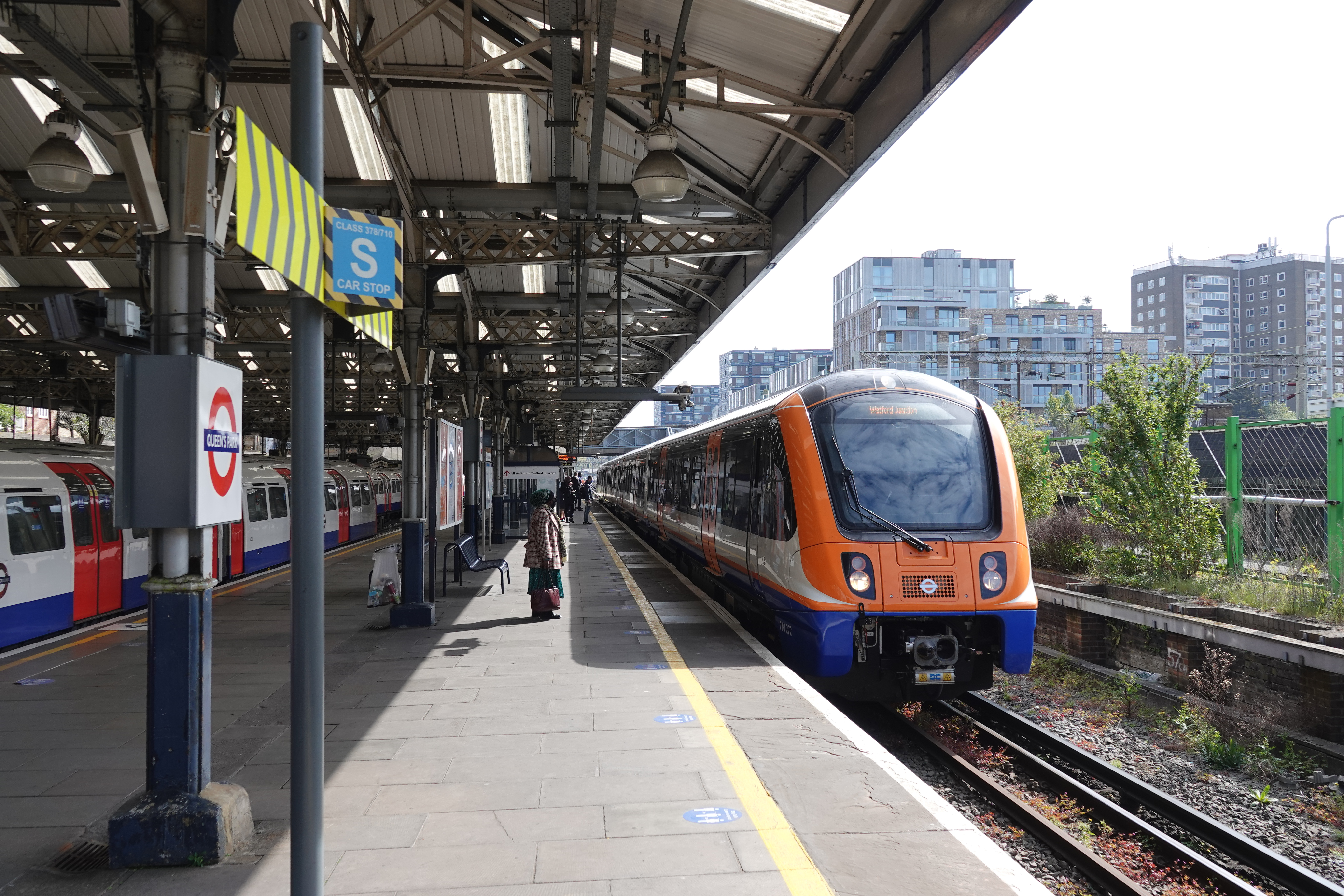
De overground op spoor 4.
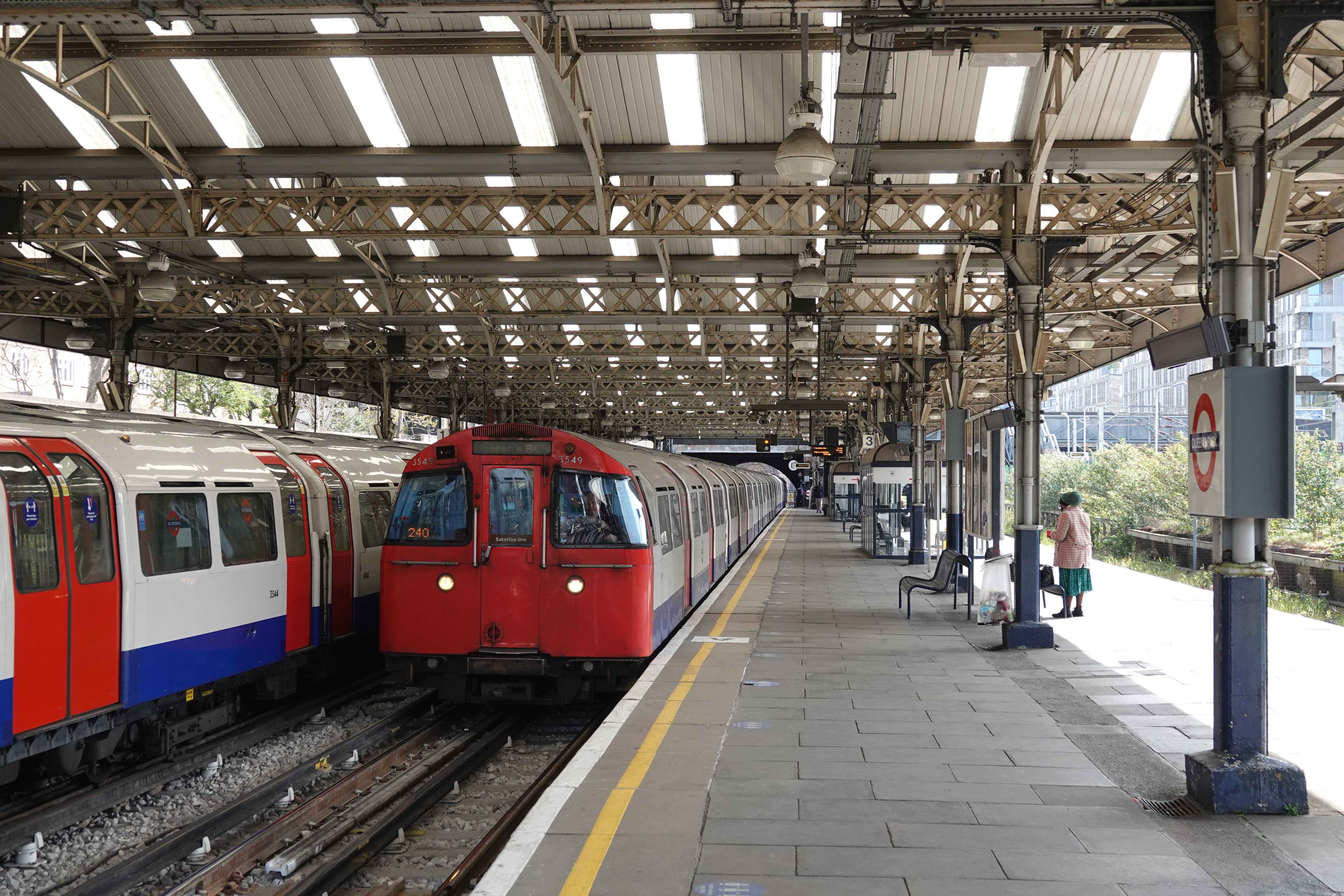
De metro onder de kap.

## Reizigersdienst
Ongeveer een derde van de Bakerloo diensten eindigt op dit station in plaats van Harrow & Wealdstone of Stonebridge Park.  De andere ritten naar het westen gaan door de rijtuigloods aan de westkant van de perrons en voegen dan in/uit op de Watford DC Line. In de loods liggen vier sporen, twee doorgaande aan de buitenkant en daartussen twee kopsporen waar metrostellen kunnen keren.
De normale dienst tijdens de daluren omvat:

### Bakerloo line
- 20 ritten per uur naar Elephant & Castle
- 3 ritten per uur naar Stonebridge Park
- 6 ritten per uur naar Harrow & Wealdstone
- 11 ritten per uur uit Elephant & Castle eindigen in Queen's Park.

### Londen Overground
- 4 ritten per uur naar Euston
- 4 ritten per uur naar Watford Junction

## Fotoarchief
- London Transport Museum Photographic Archive
  - Station Queen's Park in 1925
  - Spoorweg- en metromaterieel in Queen's Park, 1933

Harrow & Wealdstone ·
Kenton ·
South Kenton ·
North Wembley ·
Wembley Central ·
Stonebridge park ·
Harlesden ·
Willesden Junction ·
Kensal Green ·
Queen's Park ·
Kilburn Park ·
Maida Vale ·
Warwick Avenue ·
Paddington ·
Edgware Road ·
Marylebone ·
Baker Street ·
Regent's Park ·
Oxford Circus ·
Piccadilly Circus ·
Charing Cross ·
Embankment ·
Waterloo ·
Lambeth North ·
Elephant & Castle
Station London Euston · South Hampstead · Kilburn High Road · Queen's Park · Kensal Green · Willesden Junction · Harlesden · Stonebridge Park · Wembley Central · North Wembley · South Kenton · Kenton · Harrow & Wealdstone · Headstone Lane · Hatch End · Carpenders Park · Bushey · Watford High Street · Watford Junction
- Library of Congress Control Number: nb2017008384
- Virtual International Authority File: 315170593
- WorldCat: E39PBJkMJGVFkbtQCYkgt3XDbd